# Romà IV Diògenes
Romà IV Diògenes (Ρωμανός Δʹ Διογένης, Rōmanós IV Diogénēs) fou emperador romà d'Orient del 1067 al 1071 pel seu matrimoni amb l'emperadriu vídua Eudòxia. Com que va usurpar el tron al seu fillastre Miquel i es negava a tornar-li, quan l'oncle de Miquel Joan Ducas va trobar l'oportunitat el va deposar i se'n va venjar fent-lo cegar, fet que li va causar la mort.

## Ascens al poder
Era fill d'un noble de nom Constantí Diògenes que va conspirar contra Romà III, però es va deslliurar del càstig mercès a les influències de la seva dona.
Romà era besnebot de Romà III per via materna i gaudia d'influència a la cort. Va arribar a ser patrici i duc de Sàrdica o Triaditsa. Sota Constantí X Ducas va demanar el càrrec de magnus vestiarius que no li fou concedit per manca de mèrits; llavors va retornar a Sàrdica, va atacar una partida de petxenegs, els va decapitar i en va enviar els caps a la capital, i finalment el càrrec li fou concedit.
Durant algun temps va planejar revoltes i conspiracions per accedir al tron, i a la mort de Constantí i la pujada al tron de la vídua Eudòxia estava a punt de passar a l'acció però fou arrestat, jutjat i condemnat a mort. Abans de l'execució fou presentat a l'emperadriu i com que era un home molt guapo li va causar una gran impressió, i la seva condemna fou commutada per exili a Capadòcia; als dos dies de sortir, un missatgers de l'emperadriu el van fer retornar a la capital on en arribar fou nomenat comandant en cap de l'exèrcit i finalment Eudòxia i Romà es van casar i als tres dies fou proclamat emperador.
Constantí X havia deixat tres fills que es van considerar perjudicats i van iniciar complots contra el nou emperador, però la mare va aconseguir dominar-los i imposar la seva autoritat. Tot i així un fort partit de descontents va romandre a la cort. Romà va introduir mesures de reforma radical de l'administració i es va escapar de l'autoritat de la seva dona traslladant la seva pròpia cort a l'altre costat del Bòsfor (a la part asiàtica).

## Atacs d'invasors
Mentrestant, els seljúcides s'havien acostat a la mar Càspia i al nord de Pèrsia, sota la comandància d'Alp Arslan, i un dels seus lloctinents va atacar Síria. Romà va encapçalar un exèrcit contra els invasors i es va dirigir a Síria i ja quasi hi era quan se'l va informar de l'entrada dels seljúcides pel nord. Va deixar llavors Síria i es va dirigir cap al Pont amb tanta rapidesa que va sorprendre els invasors i en va derrotar alguns cossos aïllats; així el principal cos de l'exèrcit seljúcida va haver de sortir de Pèrsia per anar en ajut dels seus companys. Romà va tornar a Síria i va fer una victoriosa campanya entre Antioquia i l'Eufrates derrotant arreu l'enemic, però un dels seus generals fou sorprès i derrotat i va perdre la meitat de l'exèrcit. Romà es va afanyar per ajudar-lo i va derrotar els turcs en una gran batalla nocturna el 20 de novembre del 1068. Llavors va marxar a l'Eufrates cap a Dara, fustigat per les tropes enemigues i va establir els seus soldats en seguretat als quarters d'hivern. Va tornar a Constantinoble on es va reconciliar amb Eudòxia i van governar junts en harmonia.
La campanya es va renovar el 1069 i altre cop l'exèrcit imperial fou victoriós en general, encara que els seljúcides van poder ocupar i saquejar Iconi.

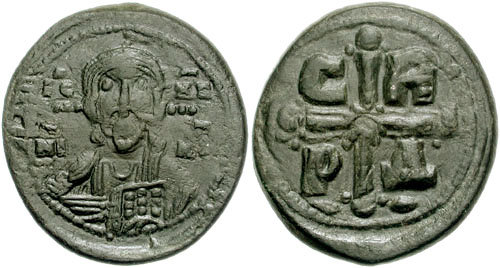
Moneda de coure encunyada en temps de Romà IV. Per una cara hi ha la imatge d'un Crist Pantocràtor, per l'altra hi ha una creu amb les lletres CΒΡΔ que representen la frase: Σταυρὲ σου βοήθει Ρωμανόν δεσπότην («Crist, auxilieu el nostre senyor Romà»).

El 1070, mentre era a Constantinoble, va arribar la notícia de la caiguda de Bari en mans dels normands. En aquella part de l'imperi havien estat atacant des del 1068, però Romà va tardar dos anys a reaccionar i quan va enviar una flota va ser interceptada pels enemics encapçalats per Roger I de Sicília i no s'hi va poder fer res.
Aquell any, en la tercera campanya, el general en cap fou Manuel Comnè que fou derrotat i fet presoner. L'emperador, aconsellat per alguns nobles, va agafar el comandament. El seljúcida Torkish estava enfrontat a Alp Arslan i Manuel Comnè el va convèncer de desertar i marxar amb ell a Constantinoble, amb la promesa d'ajudar-lo a obtenir el tron. Així que sobtadament Comnè es va presentar a la capital acompanyat del general turc, sense ser necessari per Romà d'agafar el comandament.

## Política interna
Mentre això passava, Romà va emprendre un nombre de reformes que el van fer impopular. Va reduir la despesa pública innecessària relacionada amb cerimònies a la cort i embellir la capital. Va reduir les pagues que rebien els nobles i també va limitar el marge de benefici dels comerciants. La seva preocupació per l'obediència militar també el va fer impopular entre els governants provincials, als quals va limitar el poder i es va proposar controlar les pràctiques de corrupció que feien que els diners recaptats no arribessin totalment al tresor de l'imperi. Les seves mesures també van desagradar als mercenaris, als quals va exigir més disciplina, ja que va saber que es dedicaven a fer pillatge durant les nits. Les masses populars van quedar descontentes quan va deixar de gastar diners en entreteniments com les curses de carros a l'hipòdrom.

## Derrota contra els seljúcides

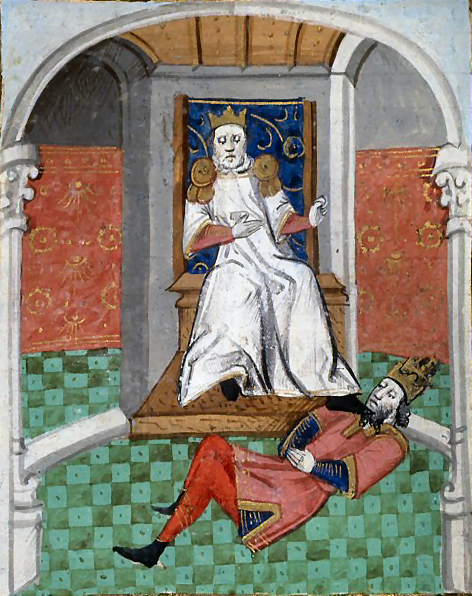
Il·lustració del De Casibus Virorum Illustrium de Giovanni Boccaccio, que representa el moment en què Alp Arslan posa el peu sobre el coll de Romà IV, simbolitzant la derrota de l'Imperi Romà d'Orient.

El 1071 Romà va agafar altre cop la direcció de l'exèrcit; molts dels que l'acompanyaven no eren gaire favorables a l'emperador, però calia contraatacar els turcs. L'exèrcit romà d'Orient va avançar cap a l'Araxes vencent la resistència dels turcs i amb algunes derrotes parcials. El soldà li va oferir la pau, que Romà va refusar, però la seva posició no era òptima. El 26 d'agost del 1071 es va lliurar la decisiva batalla de Mantziciert en la qual els romans d'Orient foren aniquilats per la traïció d'alguns oficials. Romà fou fet presoner. Alp Arslan li va posar simbòlicament el peu al coll, però després el va tractar amb correcció. Li va preguntar què hauria fet si la situació fos a l'inrevés i Romà va dir que l'hauria matat. Arslan va dir "jo faré una cosa diferent i d'acord amb els mateixos principis de la vostra religió tractaré als presoners i ferits humanament"; li va donar 10.000 peces d'or i el va deixar marxar amb tots els presoners que volgués; després d'això es va acordar la pau en termes justos, però l'imperi va haver de pagar un rescat d'1.500.000 peces anyals i 360.000 peces d'or de tribut. Romà va poder tornar a Constantinoble.
Però les notícies de la greu derrota ja havien arribat a Constantinoble i s'havia produït una revolució dirigida per Joan Ducas que va portar al tron a Miquel VII Ducas Parapinaces. Quan Romà es va presentar a la cort li fou refusada l'entrada; va voler lluitar però no fou afortunat i, derrotat en dues batalles, es va haver de rendir.

## Mort i descendència
Joan va manar que el ceguessin i d'aquestes ferides infectades va morir mentre era en un monestir.
Va deixar tres fills.
De la seva primera esposa, una filla d'Alusian de Bulgària de nom desconegut, va tenir almenys un fill:
- Constantí Diògenes, que es va casar amb Teodora, germana d'Aleix I Comnè.[13] Aquest matrimoni fou arranjat per Anna Dalassena després de la mort de Romà IV,[14] però no va durar gaire, ja que Constantí va morir a les muralles d'Antioquia el 1073 mentre servia a les ordres del seu cunyat Isaac Comnè.[15]

De la seva segona esposa, Eudòxia Macrembolitissa, va tenir:
- Lleó Diògenes, nascut el 1069 i, segons el relat d'Anna Comnena[16] fou nomenat coemperador en vida del seu pare. Durant el govern d'Aleix I, va viure al palau imperial i va tenir càrrecs importants. Va morir en una de les campanyes d'Aleix contra els petxenegs el 1087.[17]
- Nicèfor Diògenes, nascut el 1070.